# Linsmjöl
Linsmjöl är ett finkornigt mjöl som görs av malda röda linser. Linserna klassas som baljväxter och är ett vanligt substitut för de som äter en kost utan gluten eller en vegetarisk kost.
Linsmjöl kan ersätta vanligt vetemjöl i matlagning, bakning i såser och i stuvningar. Det är rikt på protein och fibrer och är fritt från gluten. För att lyckas med bakning med linsmjöl bör man tillsätta guarkärnmjöl, det gör degen klistrig på samma sätt som gluten gör i vetemjöl.
Linsmjöl är en vanlig ingrediens i det indiska köket i rätter såsom papadam men har börjat användas allt mer även i svensk matlagning. Linsmjöl har en ljusröd färg och en lätt nötig smak.
Exempel på mat med linsmjöl: falafel, linssoppa, morotsbröd.